# La guerra degli elfi
La guerra degli elfi è il primo romanzo del ciclo tecno-fantasy La guerra degli elfi, ideato e scritto dall'irlandese Herbie Brennan. Successivamente all'opera sono stati pubblicati Il nuovo re, secondo volume del ciclo, Il regno in pericolo, terzo volume, Il destino del regno, quarto volume, La figlia degli Elfi, quinto ed ultimo volume.

## Trama
Henry Atherton, una mattina scopre che sua madre è lesbica ed ha una relazione con la segretaria di suo padre, Anais Ward. Sconcertato da questa notizia, si reca dal signor Alan Fogarty, vecchio eccentrico, ex-fisico nucleare ed ex-rapinatore di banche, per il quale Henry tiene in ordine la casa.
Pyrgus Malvae, giovane Elfo della Luce, primogenito del Monarca Danaus Plexippus del Regno degli Elfi, si trova nei guai dopo aver commesso il furto di una preziosa fenice ai danni di Lord Cossus Rodilegno, Elfo della Notte e zio del giovane ladro. Nel frattempo Sulfureo, Elfo della Notte, proprietario di una sinistra fabbrica di colla assieme al socio Bombix, trova il libro di Beleth, un prezioso manufatto demoniaco, in grado di evocare il principe Beleth, signore di Infera.
Cattura dunque Pyrgus e cerca di sacrificare il ragazzo nel tentativo di evocare Beleth, un principe demone capace di esaudire qualsiasi desiderio, grazie al libro appena trovato. Pyrgus riesce però a fuggire dalle grinfie dei due soci grazie a suo padre, che manda le sue guardie a prenderlo. Dopo averlo riportato a Palazzo, Plexippus dice al figlio che non è al sicuro nel Regno, quindi prepara la sua traslazione in un mondo parallelo (il Mondo Analogo o il Regno della Terra) che si scoprirà essere il nostro.
Pyrgus giunge qui con dimensioni ridotte e con le ali, a causa di un sabotaggio del portale usato per arrivare al nostro mondo, dove incontra il signor Fogarty ed Henry, il quale inizialmente lo scambia per una farfalla. I due, dopo aver salvato una creaturina alata dalle grinfie di un gatto, scoprono con sommo stupore che questa non è affatto una semplice farfalla, ma un elfo.
Pyrgus il giorno dopo torna normale (a grandezza naturale e senza ali) e cerca di farsi aiutare dal signor Fogarty per tornare nel suo mondo. Fogarty, essendo in grado di costruire ogni genere di apparecchio riesce a mettere su un piccolo portale, che avrebbe portato il Principe nel Regno degli Elfi, se non fosse stato dirottato da parte dei demoni, infatti Pyrgus finisce ad Infera e viene catturato.
Danaus raggiunge Fogarty con una scorta: il vecchio spiega tutto al Monarca e si reca con esso nel Regno. Poi lascia il portale pronto per Henry.
Henry va nel Regno tramite il portale e incontra la principessa Aurora Antocharis Cardamines nuda. Se ne innamora all'istante. Intanto il signor Fogarty si reca negli appartamenti di Plexippus con il fucile e spara al Monarca. Viene arrestato immediatamente. Henry raggiunge le prigioni cercando di liberarlo, ma un canvero, animaletto somigliante ad un tappetino lanoso che individua chi dice bugie e non può mentire mai, rivela le bugie dette da Henry e lo mette dentro. Qui Henry scopre dallo stesso Fogarty che un demone gli controllava il cervello.
Pyrgus è ad Infera e Beleth gli racconta tutta la verità, convinto che poi l'avrebbe ucciso.
Henry tuttavia riesce a salvare Pyrgus da morte certa, evocandolo, come se fosse un demone, utilizzando sempre il Libro di Beleth con l'aiuto di Aurora(che lo aveva anche fatto uscire dal carcere). Al termine dell'evocazione oltre a Pyrgus spunta un demone decisamente impazzito che parla ad Henry credendo di parlare con Beleth, dicendo che aveva contro l'intera CIA. Quindi Henry capisce che Fogarty era riuscito a vincere sul demone, ma mentre era nella Sala del Trono col fucile e stava lottando col demone, Archippus, il Viceré, gli aveva sparato. La vicenda è confermata da Pyrgus, infatti Beleth lo aveva messo al corrente del tradimento di Archippus.
Con Plexippus morto, ora Pyrgus è il Monarca Designato. Il primo atto che compie è quello di demolire la fabbrica di colla di Sulfureo e Bombix, oltre a nominare Henry Cavaliere del Pugnale Grigio, dandogli il nome elfico di Acciaio Invitto. Per di più Aurora comincia a ricambiare i sentimenti che Henry prova per lei.
La vicenda si conclude con Henry che torna a casa sua nel Mondo Analogo ed i suoi genitori divorziano.

## Il Mondo
Nell'universo immaginario creato da Brennan, gli elfi abitano in un mondo parallelo al nostro; tra loro vi è la distinzione tra Elfi della Luce ed Elfi della Notte, che da lungo tempo combattono o non hanno rapporti diplomatici molto saldi.
Ma un "terzo Mondo" fa parte dell'"Universo Brennan", cioè Infera, che è l'Inferno, governato dal malvagio Principe Beleth.

## Libro di Beleth
Il Libro di Beleth è un libro immaginario descritto nel romanzo.

### Storia del libro
Il libro è stato scritto da Beleth nel corso del periodo precedente alla sua incoronazione (1904-1916). Venne scritto su pelle di camoscio e al posto dell'inchiostro venne utilizzato sangue di agnello. La lingua utilizzata è stato l'elfico-demoniaco. Venne portato dai demoni nel Regno degli Elfi all'inizio degli anni '20.

### Motivazione del libro
La motivazione per iniziare a scrivere il manufatto avvenne la notte del 31 dicembre 1899. In occasione della celebrazione del nuovo secolo, nel palazzo reale di Infera venne organizzato un banchetto con i demoni appartenenti alle famiglie più nobili del Regno. Nel corso della cena Beleth esplicitò i suoi progetti oscuri e malvagi che aveva in riservo per il Regno degli Elfi e il Mondo Analogo una volta diventato re di Infera. Il padre, re Pazuzu (1703-1917), nonostante le sue origini demoniache, era un fervido pacifista ed aveva rapporti diplomatici con gli elfi, la mattina successiva decise segretamente di non riconoscere il figlio come erede, e pochi giorni dopo disse al figlio che lui non sarebbe mai diventato re dopo la sua decisione.
La rabbia di Beleth suscitò in lui un desiderio di vendetta, che lo spinsero a scrivere tutte verità false sul conto del padre e tutta la sua riluttanza nei suoi confronti. a tale scopo, scannò un agnello, e trascrisse con il sangue dell'animale su dei fogli fatti di pelle di camoscio quello che sarebbe stato il suo libro.
Impiegò circa 12 anni per scriverlo, fino al 1916. Sulle pagine finali del libro sono trascritte alcuni segreti sull'incoronazione del re e sui demoni. Una di queste diceva che l'incoronazione di un re avveniva su una piccola collina, e il futuro re doveva divorare il corpo del padre posto su un altare. Il tutto sarebbe avvenuto davanti alla popolazione esultante.
Beleth sfruttò il fatto che la notizia era segreta, e il 29 luglio 1917, grazie all'aiuto della corte, trasse il padre in inganno e lo fece legare su di un altare su una collina di Infera. Dopo averlo scannato e divorato, Beleth venne incoronato nuovo re di Infera.
L'anno successivo, Beleth fece eseguire un incantesimo sul libro e lo fece portare agli Elfi della Notte. Chi avesse recitato qualsiasi verso correttamente (infatti era scritto in elfico-demoniaco) lo avrebbe evocato e avrebbe potuto chiedere un desiderio o anche chiedere informazioni sul futuro. L'unico ad averlo evocato fu Silas Sulfureo nel 2000.

## Citazioni sui demoni
Alcune citazioni del libro sono.

## Edizioni
- James Herbert Brennan, La guerra degli elfi, traduzione di Angela Ragusa, Arnoldo Mondadori Editore, 2004,  p. 315, ISBN 88-04-53026-X.